# 张杰鑫
張杰鑫（1862年—1927年），中國河北保定人，是天津知名評書藝人，最重要的作品是《三俠劍》，該作品可以稱作是1920年代的武俠小說代表。這個作品影響了後來金庸的武俠小說。